# Cestrum endlicheri
Cestrum endlicheri es una especie de arbusto del género Cestrum perteneciente a la familia de las solanáceas. Es originaria de México.

## Taxonomía
Cestrum endlicheri fue descrita por John Miers y publicado en London Journal of Botany 5: 151. 1846.
Etimología
Cestrum: nombre genérico que deriva del griego kestron = "punto, picadura, buril", nombre utilizado por Dioscórides para algún miembro de la familia de la menta.
endlicheri: epíteto otorgado en honor del botánico Stephan Ladislaus Endlicher.
Sinonimia
- Habrothamnus corymbosus (Schltdl.) Endl. ex Meisn.
- Meyenia corymbosa Schltdl.[3]